# VIP자산운용
VIP자산운용(VIP資産運用)은 대한민국의 가치투자 자산운용사이다. VIP는 Value Investment Pioneer 가치투자 개척자라는 의미이다. 본사는 서울특별시 서초구 사평대로 343, 5층 (반포동, 제일약품빌딩)에 위치해 있으며 대표이사는 최준철, 김민국이다. 현재 직원 수는 48명, 매출액은 793억 7,686만원이며 자본총계는 1,869억원, 수탁고는 50,676억원이다.

## 역사
1999년 7월 7일에 설립되었다. 2018년 브이아이피투자자문에서 현재의 사명으로 변경하였다.  2022년 회사 자기자본 투자에서 대규모 손실이 났다

## 사업
투자자문 및 투자일임 서비스, 국내외 연기금 위탁운용 등의 사업을 영위하고 있다. 

## 투자
- 신도리코[4]
- 클리오[5]
- 파마리서치
- 글로벌텍스프리
- 삼양패키징
- 펌텍코리아
- SNT모티브
- HL홀딩스
- 메리츠금융지주[6]

## 상훈
- 2024년 올해의 이노베이티브 펀드 수상 (VIP 한국형 가치투자)
- 2023년 금융의 날 혁신금융 부문 국무총리 표창 수상
- 2022년 올해의 헤지펀드 수상 (VIP Deep Value 펀드)

## 참고문헌
1. ↑  차창희, ‘한국식 가치투자’ VIP자산운용이 대거 비중 늘린 종목은, 매일경제, 2023-09-18
2. ↑  최준철, 김민국, 한국형 가치투자. 이콘, 2023.
3. ↑  범찬희, 브이아이피운용, 손실 부른 고유자본 투자, 딜사이트, 2022.10.27
4. ↑  박민석, '저평가' 신도리코 대주주 된 VIP자산운용, 주주 활동 나설까, 딜사이트, 2024.07.09
5. ↑  최경미, VIP자산운용, 클리오 지분 5% 확보…행동주의 나서나, 블로터, 2024.11.09
6. ↑  정해용, 메리츠 급등에 ‘대박’난 VIP자산운용…3일 만에 500억 벌었다, 조선비즈, 2022.11.25.

## 공식 홈페이지
- 공식 홈페이지